# German Clarinet Duo

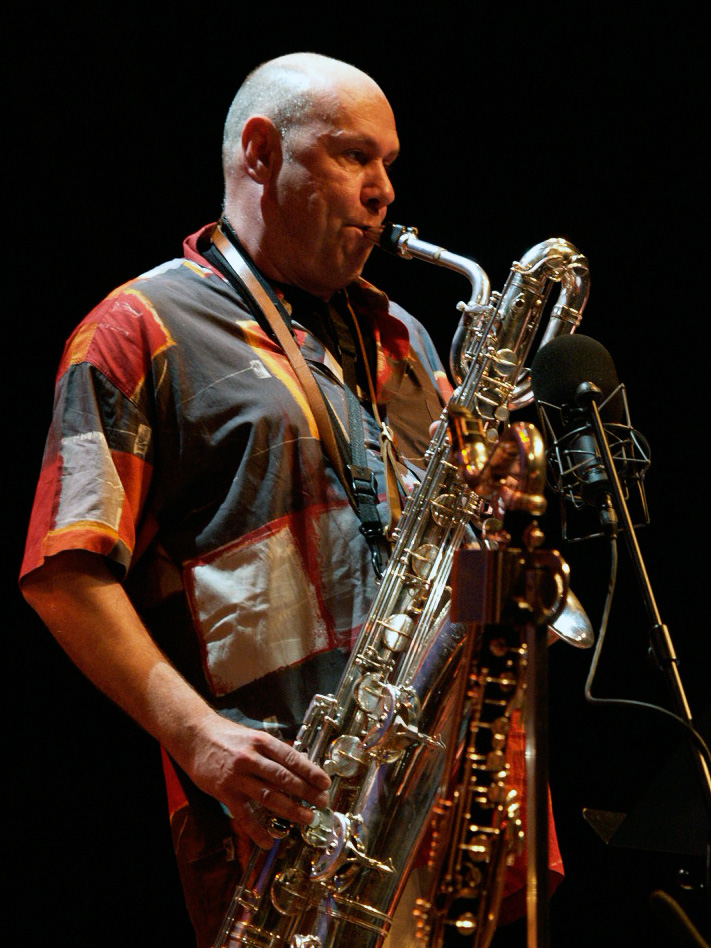
Eckard Koltermann, hier Baritonsaxophon, Moers 2007

Das German Clarinet Duo ist ein Klarinettenduo der Musiker und Komponisten Theo Jörgensmann; Klarinette und Eckard Koltermann; Bassklarinette. Das Duo bestand von 1984 bis 1998.

## Wirken
Seit Anfang der 1980er Jahre arbeiteten Jörgensmann und Koltermann intensiv und regelmäßig zusammen. Aus dieser Zusammenarbeit ist das Klarinettenquartett Cl-4 hervorgegangen (1985–1987). Auch sind beide Gründungsmitglieder des Grubenklangorchesters und waren von 1985 bis 1998 wesentlicher musikalischer Bestandteil der Contraband Willem van Manens
Außerdem bildeten sie mit dem Pianisten Jeroen van Vliet und dem Bassisten Eric van der Westen das impressionistic improvisers quartet (IIQ).
Das German Clarinet Duo gastierte auf vielen internationalen Festivals in Nürnberg, Krakau, Székesfehérvár, Amsterdam, Genf (mit Manfred Karge), Moers (mit Maria de Alvear), Groningen etc.
Sie arbeiteten auch mit dem Bläserquintett der Bochumer Symphoniker zusammen. 1995 machten sie als Gastsolisten des Orkest De Volharding eine Tour (The Jazz Connection) durch die Niederlande und führten dort Koltermanns Komposition Dilemma in F zusammen mit Kenny Wheeler auf.
2014 kam es zu einer Reunion des Duos.

## Musik
Das Duo spielt eine expressive, improvisierte Kammermusik, in der die musikalische Kommunikation einen wichtigen Platz einnimmt. Ihre Musik enthält Elemente des Jazz und der Neuen Musik. Diese Elemente werden durch eine jazzartige Zeitauffassung miteinander verbunden, so dass neue musikalische Räume und ungewöhnliche Klangbilder entstehen.

Theo Jörgensmann im Gespräch mit Károly Binder

Über die Arbeit des Duos schreibt der Musikkritiker Peter Niklas Wilson in den liner notes zur CD Pagine Gialle: „Pagine Gialle ist eine ‚Goldene Stunde‘ in der Geschichte des Klarinettenspiels und der zeitgenössischen Musik jenseits aller Kategorien.“
The Penguin Guide to Jazz bewertete die CD in der 6th Edition mit der Höchstnote von vier Sternen.

## Diskografie
- German Clarinet Duo Schwarzlicht (1988)
- German Clarinet Duo Materialized Perception mit Perry Robinson (1992)
- German Clarinet Duo Hommage a Jimmy Giuffre (1994)[11]
- Theo Jörgensmann & Eckard Koltermann Pagine Gialle aufgenommen (1995); veröffentlicht (2001)[12]